# 26795 Basilashvili
26795 Basilashvili è un asteroide della fascia principale. Scoperto nel 1978, presenta un'orbita caratterizzata da un semiasse maggiore pari a 2,2124781 UA e da un'eccentricità di 0,2124328, inclinata di 4,24592° rispetto all'eclittica.